# Robbins (Illinois)
Robbins es una villa ubicada en el condado de Cook en el estado estadounidense de Illinois. En el Censo de 2010 tenía una población de 5337 habitantes y una densidad poblacional de 1422,1 personas por km².

## Geografía
Robbins se encuentra ubicada en las coordenadas 41°38′35″N 87°42′29″O / 41.64306, -87.70806. Según la Oficina del Censo de los Estados Unidos, Robbins tiene una superficie total de 3,75 km², de la cual 3,75 km² corresponden a tierra firme y (0%) 0 km² es agua.

## Demografía
Según el censo de 2010, había 5337 personas residiendo en Robbins. La densidad de población era de 1422,1 hab./km². De los 5337 habitantes, Robbins estaba compuesto por el 3,6% blancos, el 93,97% eran afroamericanos, el 0,3% eran amerindios, el 0,11% eran asiáticos, el 0% eran isleños del Pacífico, el 0,84% eran de otras razas y el 1,18% pertenecían a dos o más razas. Del total de la población el 3,28% eran hispanos o latinos de cualquier raza.

## Educación
El Distrito Escolar Posen-Robbins 143½ gestiona escuelas públicas en Robbins.